# Jistota
Jistota je nepochybná pravda, pevné přesvědčení o něčem, nepochybnost. Jistota je stav mysli toho, kdo s plným souhlasem považuje nějaký soud za jistý a na základě toho věří, že má pravdu. Jistota je pevný souhlas odůvodněn evidencí stavu věci.
Základní filozofickou jistotou je jistota nejistoty.

## Názory na jistotu

### Descartes
Descartes tvrdí o jistotě toto:  Pravá jistota je formální jistota rozumu, jistota očištěna od nejistoty skutečnosti. Tato rozumová jistota je odvozena z modelu matematické jistoty, matematika je základní forma všeho rozumového myšlení. Pokud chceme získat jistotu, musíme vyloučit všechny skutečnosti.[zdroj?]